# 松山市政公園
松山市政公園（葡萄牙語：Parque Municipal da Colina da Guia）是位於澳門東望洋山山頂的多功能公園。

## 沿革
原因形似臥琴，故稱琴山，本為荒蕪山崗。澳葡政府早在19世紀，已在此山進行綠化工作，由於以松樹為種植對象，故被稱為松山。1931年，由葡萄牙軍人庫尼亞少尉在此建造防空洞隧道，部分地區成為軍事禁區。其後於1997年，山頂部分被開闢為松山市政公園。公園佔地約143000平方米，原為荒蕪的山崗，在19世紀末，總督羅沙推行綠化政策，經過多年綠化工作，種植以華南地區的松樹為主，故這裡又稱為松山。1980年代，公園曾修築水庫，以改善澳門供水。公園內除設有石刻壁畫、觀景台、自然資訊站、眺望台、健康徑、燒烤場、兒童遊樂場、螺旋水池、綜合球場、半山亭外，還有屬於世界文化遺產的松山燈塔、聖母雪地殿教堂及炮台，更有防空洞隧道及33彎環山跑道等。

## 地理位置
松山市政公園是位於澳門半島最高峰的東望洋山山腰及山頂上，佔地約14.3萬平方公尺。

## 利用情況

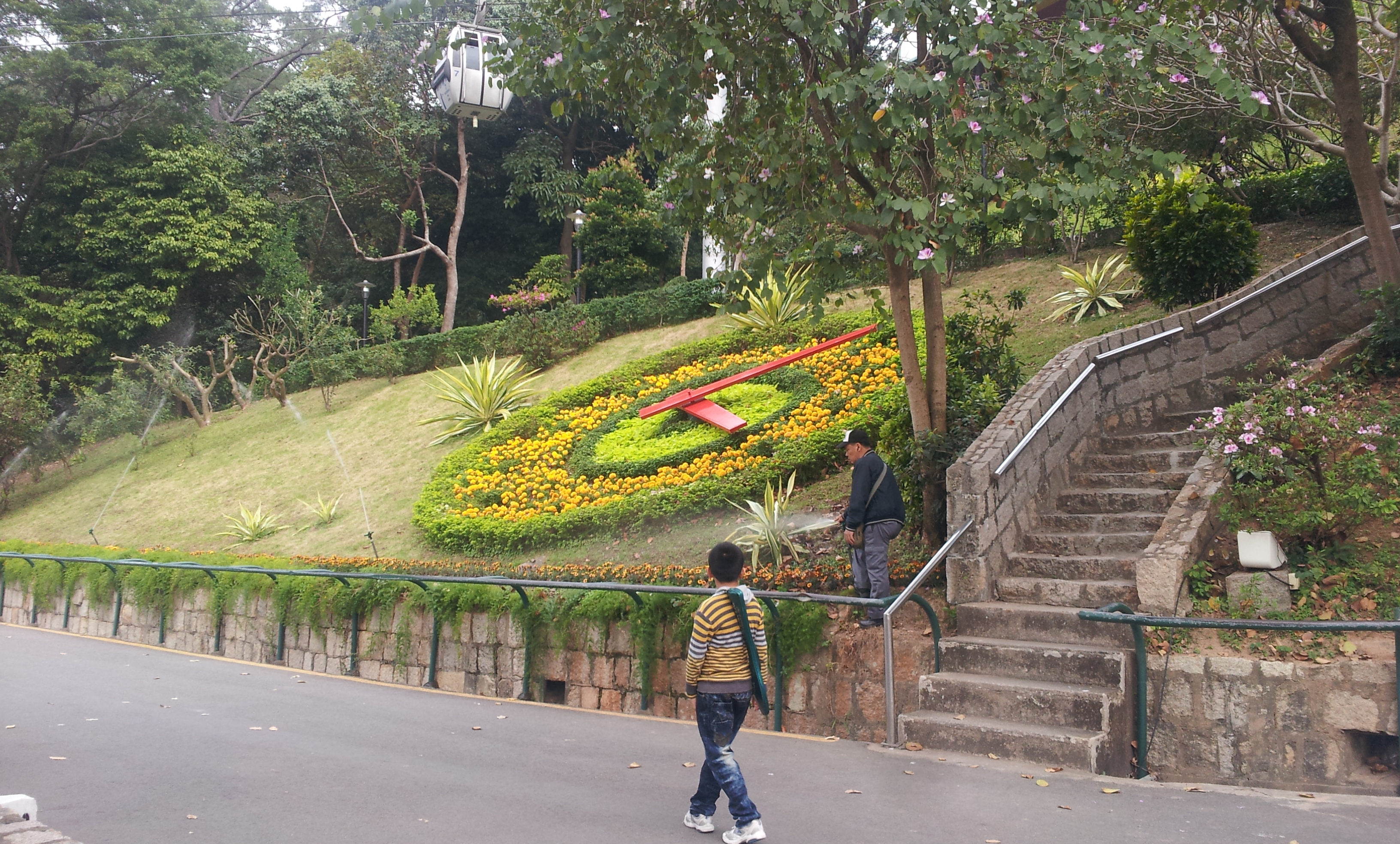
松山市政公園是澳門居民主要運動場所

由於松山位於澳門半島中央位置，交通便利，加上市政公園有大量植被覆蓋，空氣清新。因而是此公園是澳門市民平日運動的首選的地點，尤其是在早上和傍晚時份，有不少的澳門市民來此公園健康徑運動。而且因為東望洋燈塔也位於此公園中，所以也有不少遊客來到此公園。

## 設施

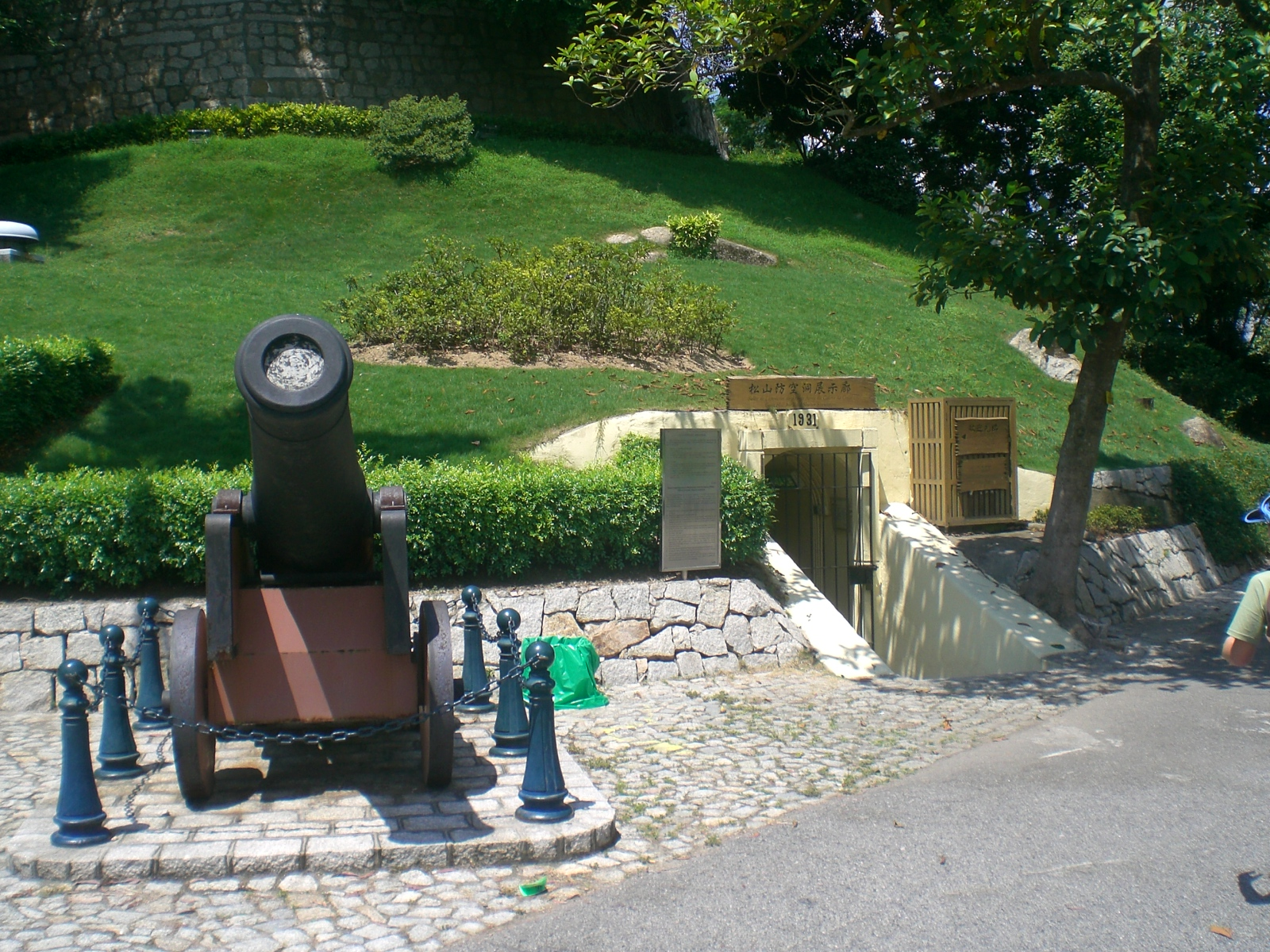
原稱松山防空洞展示廊的A組隧道

### 松山軍用隧道
松山防空洞是有地理上的軍事防禦設施，四組軍事隧道與貫通的炮台和兵房等設施，組成軍事防禦網。防空洞隧道建成於1931年，由葡萄牙軍人庫尼亞少尉設計和指揮建造。四組防空洞隧道最長為456公尺，最短則只有47公尺。防空洞內曾存放發電機、海岸炮和各樣的武器彈藥。防空洞隧道建成後，隧道及附近範圍乃軍事禁區。直至1962年，葡萄牙軍隊撤離；1980年代開始向遊人開放。
澳門政府對軍事隧道進行修葺並改成旅遊展示廊，擺放珍貴歷史圖片和介紹，整個松山軍用隧道分為A、B、C、D共 4組，其中A、B、C組由市政署管理，現時A、B兩組軍用隧道免費對外開放。

#### 松山軍用隧道A組
A組隧道啟用時稱為：松山防空洞展示廊，位於松山炮台正下方，是松山軍用隧道中最短的一條，全長47米，設有兩個入口，於2003年10月初正式對外開放。現時9:00至17:30開放，逢星期一休息。

#### 松山軍用隧道B組
B組隧道，位於松山自然資訊站附近，長度是松山軍用隧道A組的4倍，全長207米，設有7個入口，於2013年11月2日正式對外開放。逢周六、日15:30至17:00開放，並提供免費導賞服務。
- A組隧道入口
- B組隧道入口

#### 松山軍用隧道D組
位置於山下松山花園後面，因興建松山花園而回填。

### 纜車

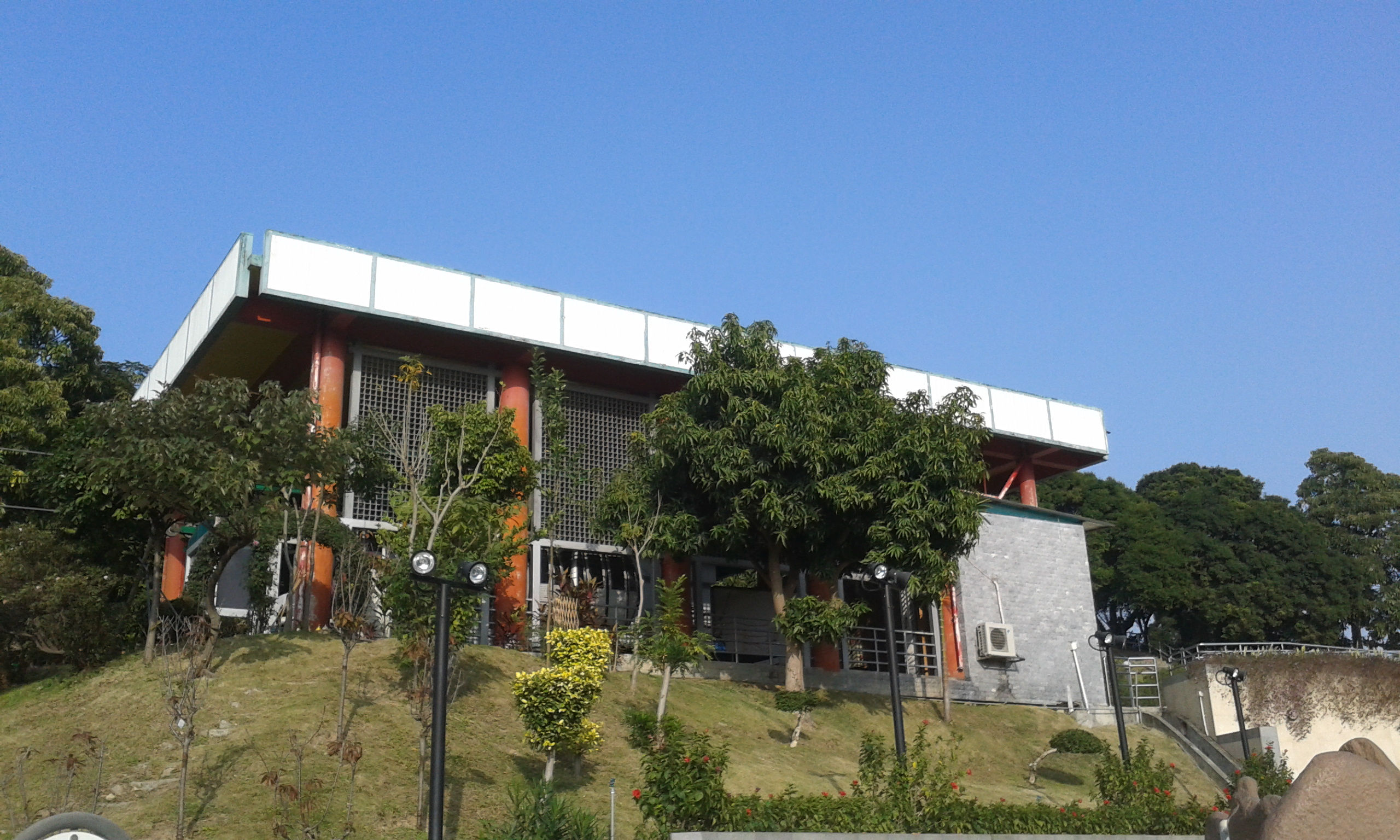
山上纜車站

松山纜車的山上纜車站設於公園綜合球場旁邊，纜車通往山下的二龍喉公園。登山纜車於1997年10月1日正式啟用，每纜車車廂可乘載4人。現時成人雙程票價為：MOP3 ，小童、長者、學生雙程票價為：MOP2 ，普通單程票價為：MOP2。

### 松山露天廣場

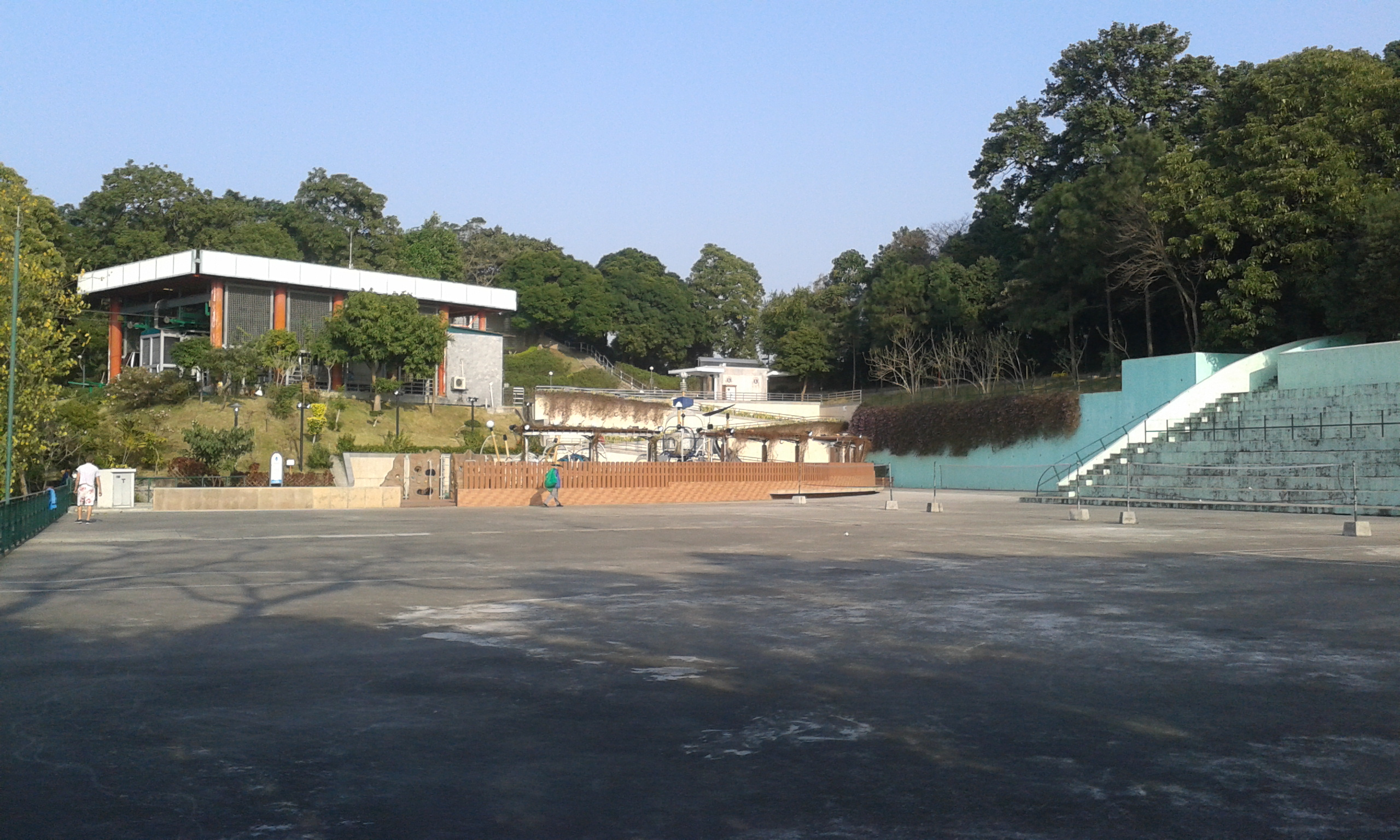
松山露天廣場

松山露天廣場，俗稱：鱷魚潭，是松山市政公園中的一個多功能的綜合活動場地，廣場中設有一個兒童遊樂區，四個羽毛球場，一個門球場，一個回力球場以及觀眾看台。
2015年11月下旬，門球場正式對外開放。
2016年至2017年，綜合廣場部分位置增設六個標準羽毛球場，並採用可摺疊和移動的活動羽毛球網支架。同時計劃在靠地厘古工程師馬路側設置兩米高的圍網，以及在兒童遊樂區旁的小空地和門球場旁的三角形空地，鋪設環保竹木地台和加設桌椅，優化設施。
2019年7月下旬，市政署開展松山市政公園綜合廣場及看台優化工程，翻新設施並增建大型蔭棚，期間廣場範圍暫停開放，相關工程為期80個工作日。
2021年6月8日，市政署展松山市政公園綜合廣場優化工程，包括翻新廣場內之兒童遊樂場、設置六個標準羽毛球場、增加休憩空間及遮陽設施等，工程期間除廣場看台底下綜合球場及公廁維持開放，其他設施將暫停使用。
其中兒童遊樂場翻新工程，包括更換兒童遊樂設施，設置多座形式多樣以攀爬為主具挑戰性的遊樂設施，主要適合五至十二歲兒童遊玩，以滿足各年齡段的兒童需求，並於2022年3月5日起重新恢復開放。

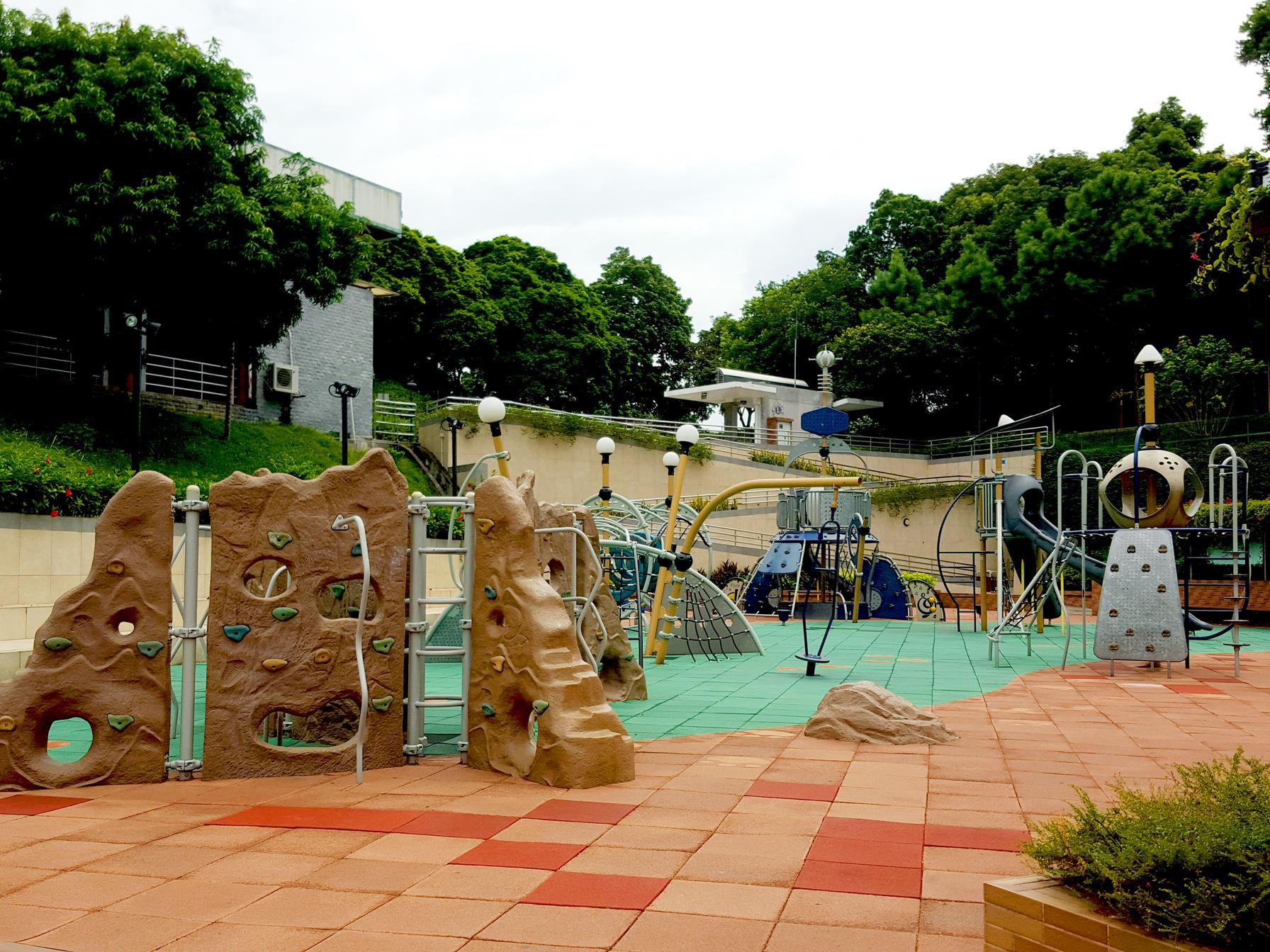
露天廣場的兒童遊樂區
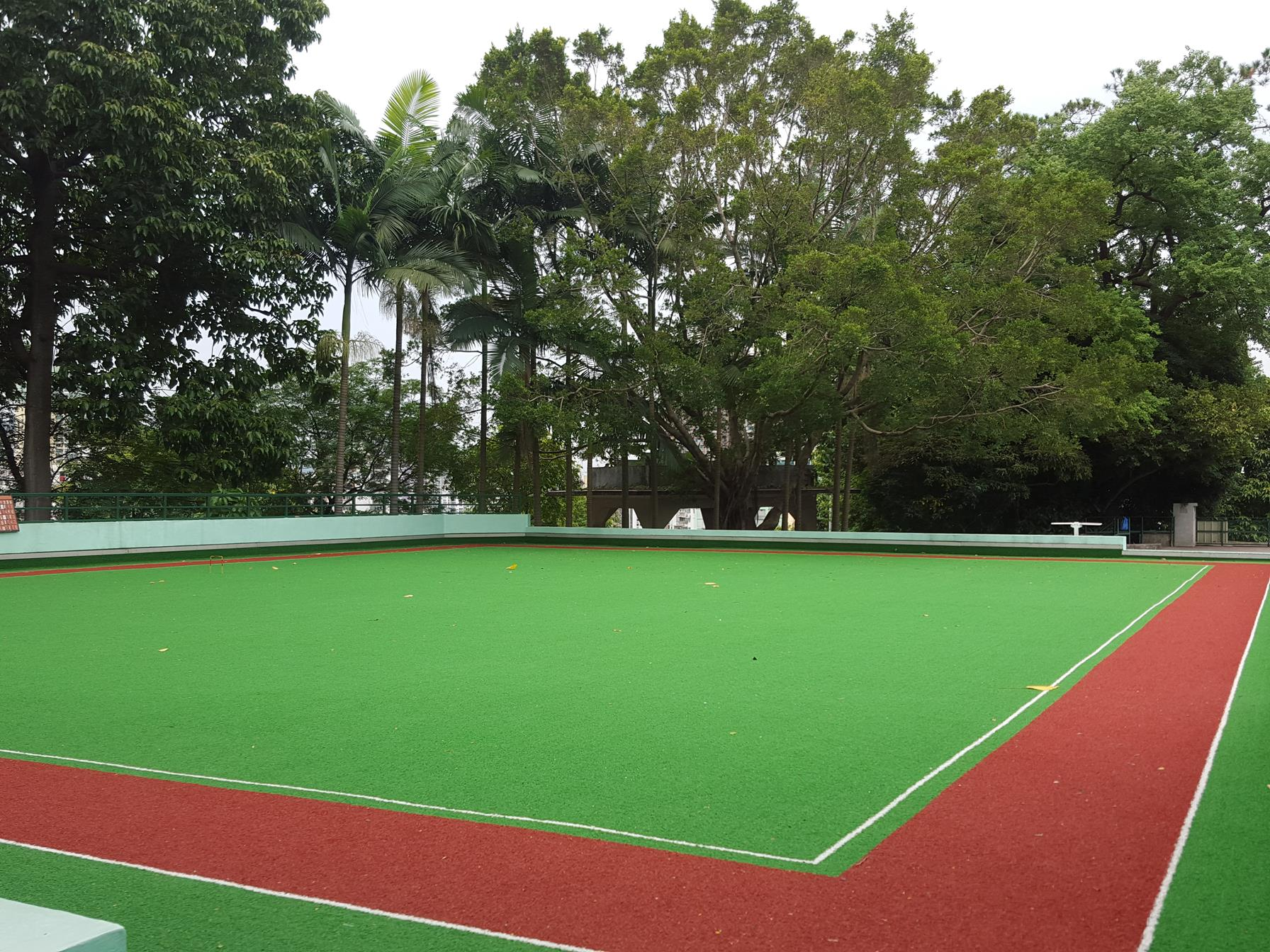
露天廣場的門球場

### 松山自然資訊站

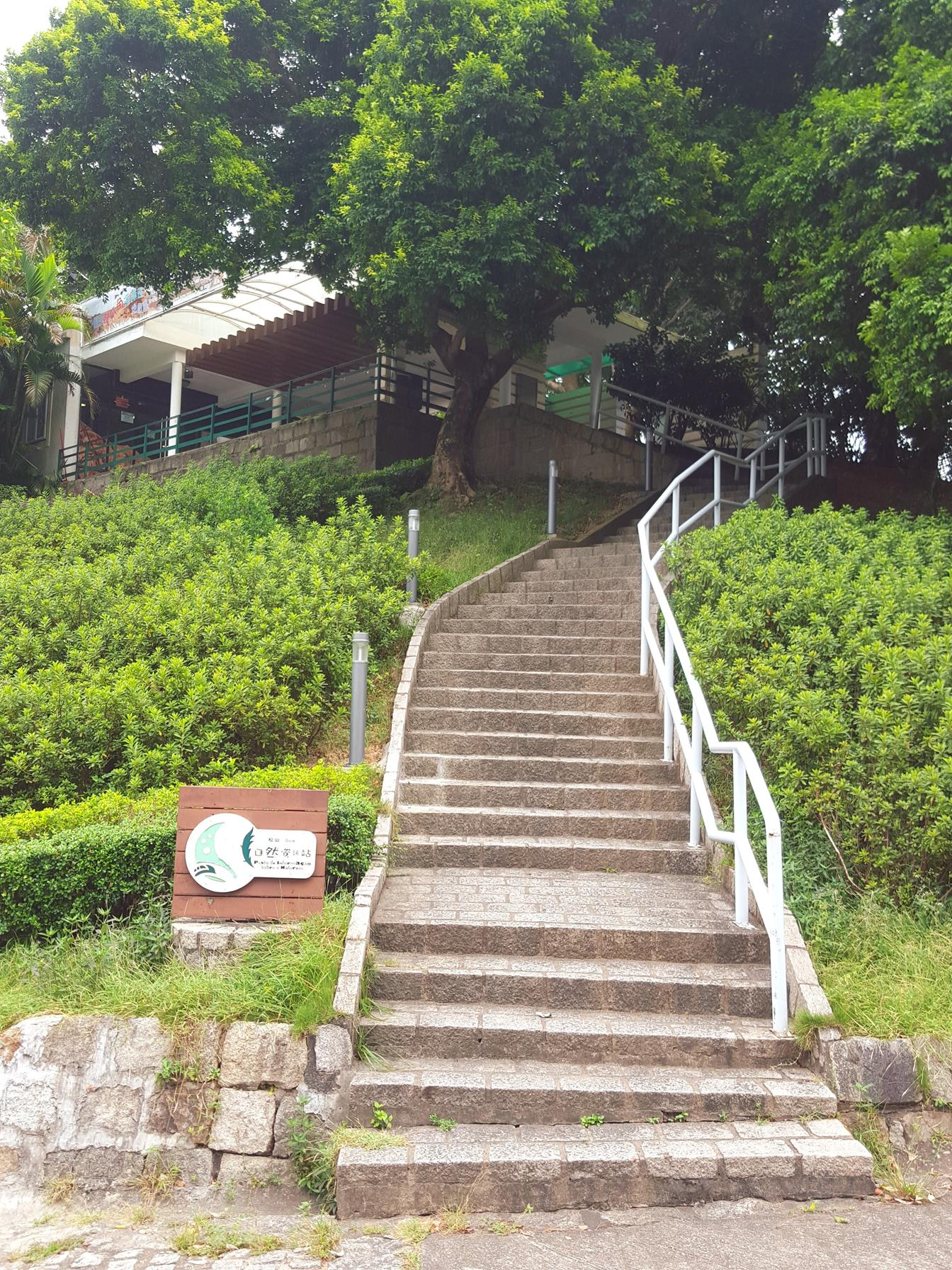
松山自然資訊站

松山自然資訊站，位於山上纜車站旁邊，2003年開放。館內定期設有不同主題展覽以及舉辦自然工作坊，讓澳門市民和遊客能夠認識及了解本地動植物的資訊。

### 松山健康徑
健康徑全長約1100米，在33彎曲徑入口處沿着水池馬路直上，至半路後轉往左方即可到達。這裏設有20個健康分站，包括攀爬、跳躍、肢體鍛鍊等，形式可謂多種多樣，而其內亦設有兒童健身場地，可使一家老少同時得到鍛鍊。步行徑內分支路不多，幾乎全都是通往松山燈塔的。

### 其他設施

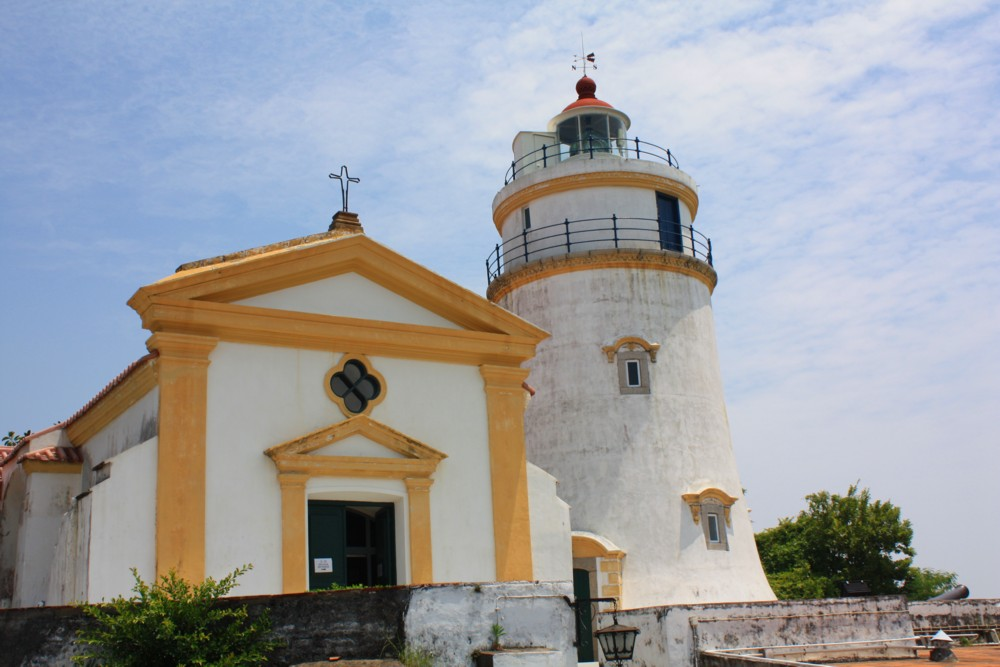
聖母雪地殿教堂和東望洋燈塔

- 貯水庫
- 觀景台

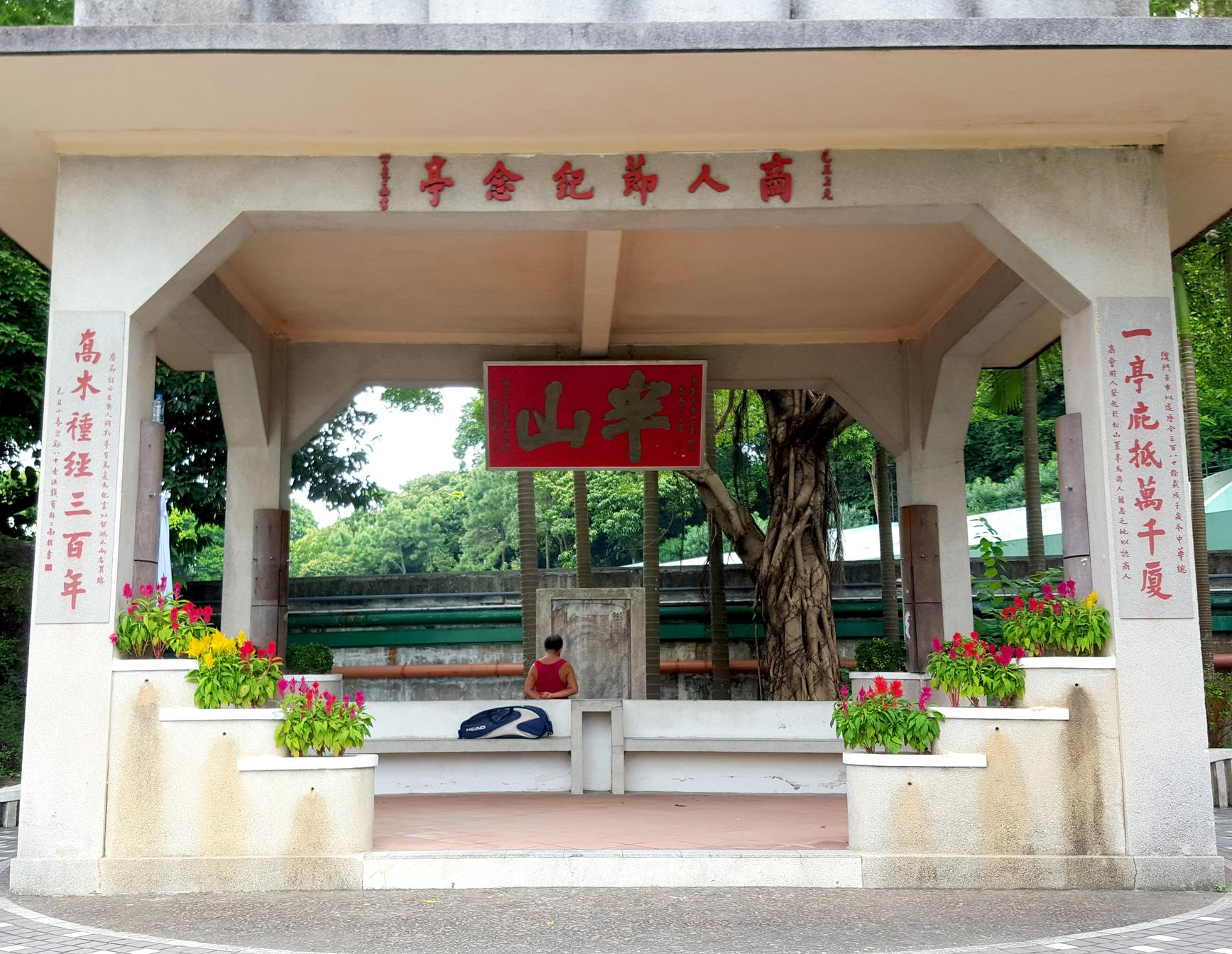
半山亭
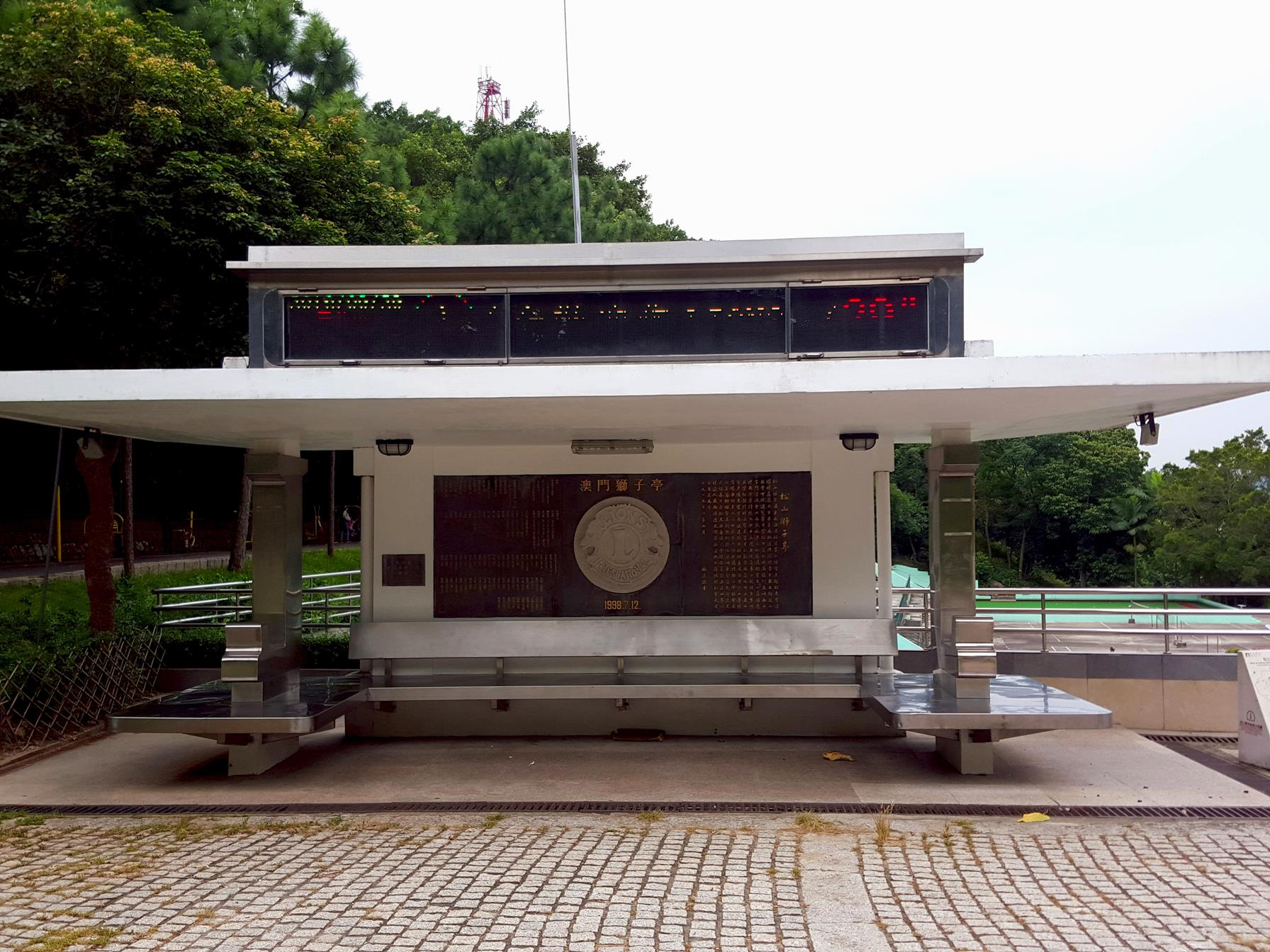
位於纜車站旁的獅子亭
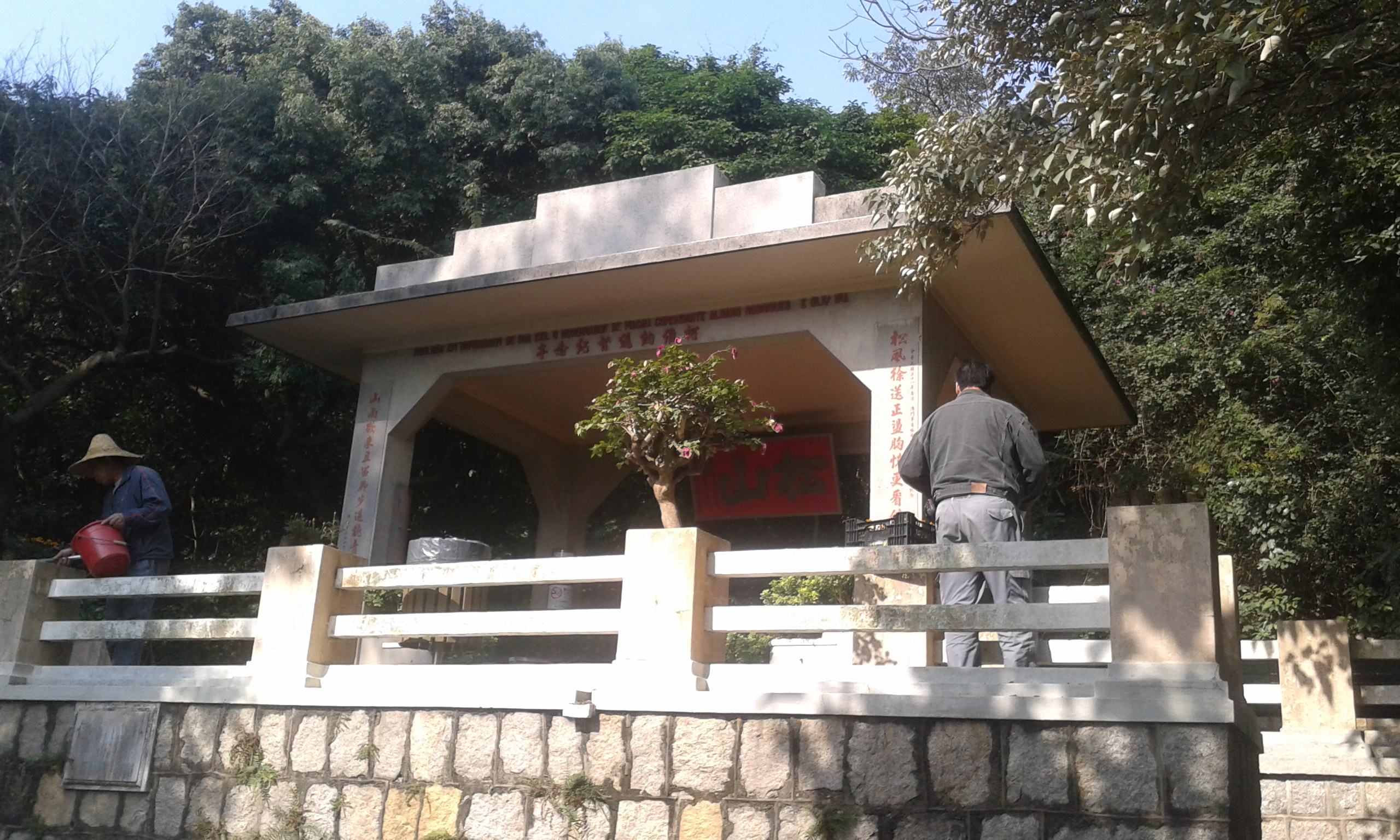
松山亭

## 歷史文物
- 東望洋燈塔
- 東望洋炮台

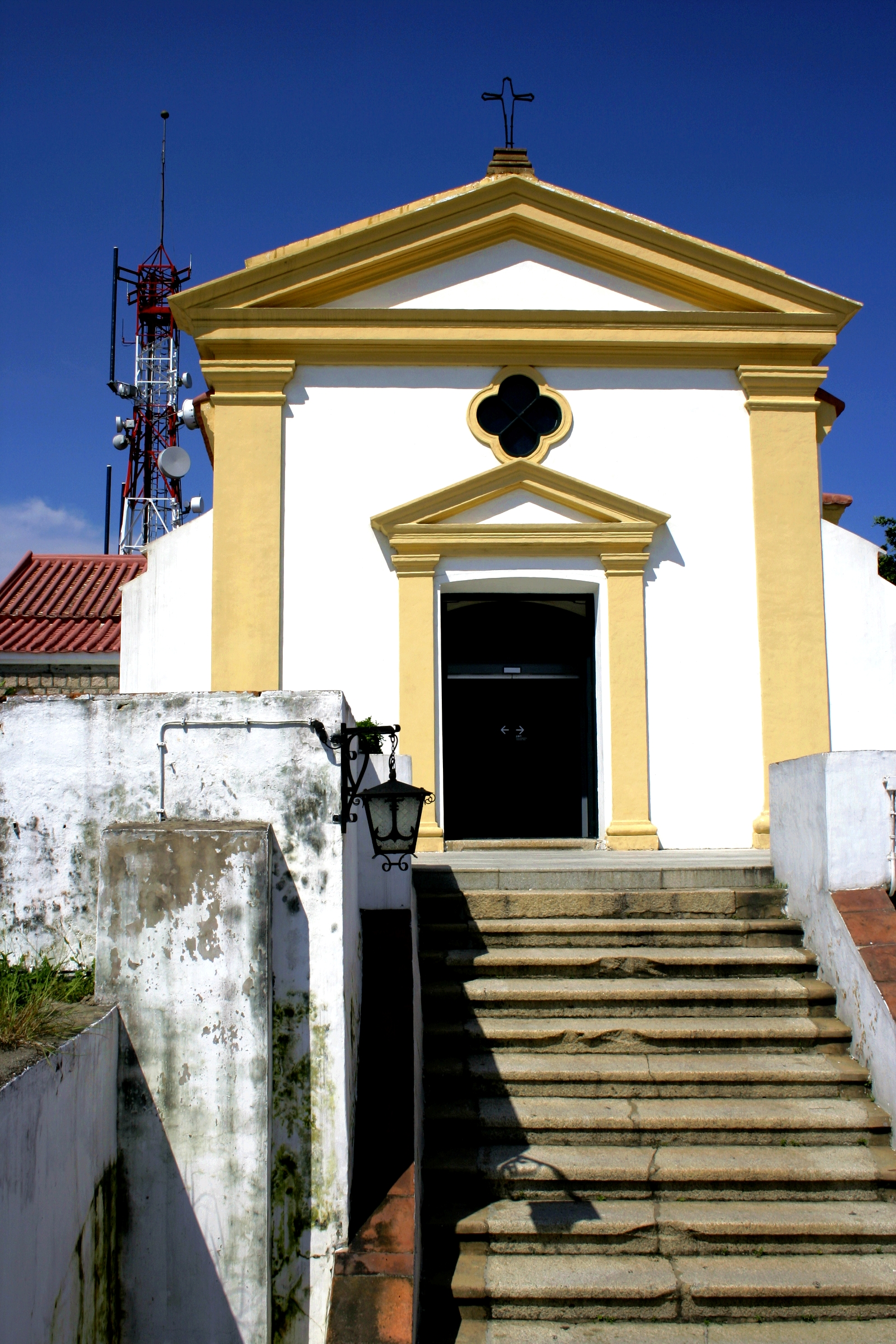
聖母雪地殿教堂
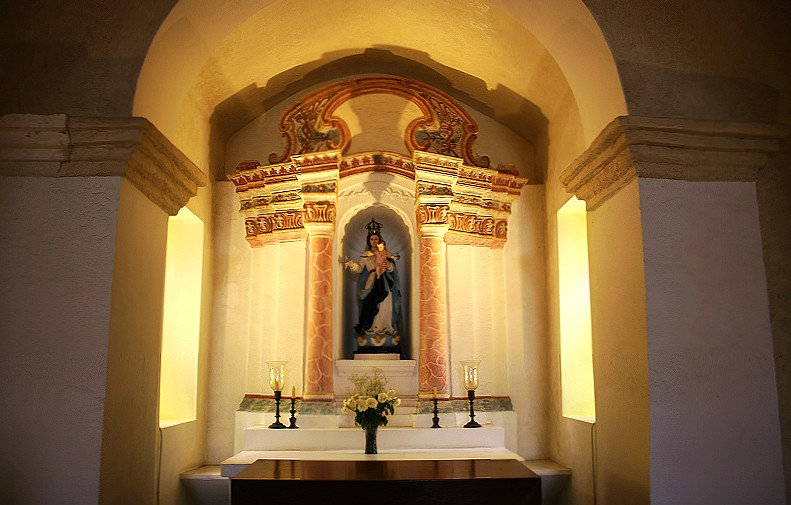
教堂內部的聖母像

- 松山防空洞

- 聖母雪地殿教堂
- 教堂內部的聖母像

## 資料來源
1. ↑  松山市政公園簡介 （页面存档备份，存于） 民政總署
2. ↑  . 華僑報. 2015-11-21  [2023-03-24]. （原始内容存档于2023-03-24）.
3. ↑  . 澳門日報. 2016-08-11  [2023-03-24]. （原始内容存档于2023-03-24）.
4. ↑  . 市政署. 澳門特別行政區新聞局. 2019-07-26  [2023-03-24]. （原始内容存档于2023-03-24）.
5. ↑  . 力報. 2021-06-04  [2023-03-24]. （原始内容存档于2023-03-24）.
6. ↑  . TDM 澳廣視新聞. 2022-02-13  [2023-03-24]. （原始内容存档于2023-03-24）.
7. ↑  . 市政署（IAM）. 澳門特別行政區新聞局. 2022年3月4日  [2023年3月24日]. （原始内容存档于2022年9月2日）.